# Ilula (Kilolo)
Ilula ist ein Verwaltungsbezirk (englisch Ward) des Distrikts Kilolo in der tansanischen Region Iringa.

## Geografie
Ilula ist ein Bezirk etwa 40 Kilometer östlich der Regionshauptstadt Iringa. Er grenzt im Norden an Uhambingeto und Image, im Osten an Mahenge, im Süden an Mlafu und im Westen an Nyalumbu. Bei der Volkszählung 2022 lebten 14.666 Menschen in 4127 Haushalten auf einer Fläche von 88 Quadratkilometern.

## Gliederung
Der Bezirk besteht aus fünf Gemeinden (swahili Mtaa):
- Ilula-Itunda
- Masukanzi
- Igunga
- Ikokoto
- Madizini

## Wirtschaft und Infrastruktur
- Landwirtschaft: Ein wichtiges landwirtschaftliches Produkt sind Tomaten, die Bauern an Verarbeitungsbetriebe, Großhändler, Einzelhändler oder direkt an Verbraucher verkaufen.[7]
- Bildung: Im Bezirk gibt es drei weiterführende Schulen.[8] Die Ilula Secondary School ist eine staatliche Schule für Tages- und Internatsschüler mit einer Ausbildung bis zur 6. Stufe.[9] Die Image Vosa Secondary School und die The Lord’S Hill Secondary School sind Privatschulen, die Tages- und Internatsschüler bis zur 4. Stufe ausbilden.[10][11] Im Jahr 2015 wurde in Ilula eine Krankenpflegeschule eingerichtet.[12]
- Verkehr: Durch Ilula führt die asphaltierte Nationalstraße T1 von Iringa nach Daressalam.[13]